# Consejo Internacional de Mujeres
El Consejo Internacional de Mujeres (International Council of Women ICW) creado en 1888 es, junto con la Sociedad de Socorro (1842), una de las organizaciones internacionales de mujeres más antigua de la historia. Fue fundado por Susan B. Anthony, May Wright Sewell y Frances Willard entre otras, para trabajar en el ámbito internacional por la defensa de los derechos humanos de las mujeres, sin embargo en sus reivindicaciones no incorporó el derecho al voto para no molestar a las organizaciones miembro más conservadoras. La decisión sobre su fundación se tomó en una reunión celebrada en marzo y abril de 1888 en Washington con 80 portavoces y 49 delegadas representando a 53 organizaciones de 9 países: Canadá, Estados Unidos, Irlanda, India, Inglaterra, Finlandia, Dinamarca, Francia y Noruega. Participaron mujeres de organizaciones profesionales, sindicatos, grupos de artes y sociedades benéficas. Los consejos nacionales están afiliados al ICW para tener una representación internacional. El Consejo tiene estatus consultivo en la ONU y representantes permanentes en: ECOSOC, OIT, FAO, OMS, PNUD, PNUMA, UNESCO, UNICEF, UNCTAD, UNIDO, etc.

## Inicios
Rachel Foster Avery dirigió muchos detalles de la planificación del primer ICW y Susan B. Anthony presidió al menos 8 de las 16 sesiones. El ICW redactó una constitución y estableció reuniones nacionales cada tres años y reuniones internacionales cada cinco años.
Millicent Garrett Fawcett (de Inglaterra) fue elegida presidenta pero rechazó el cargo. Otras presidentas iniciales fueron:
- Lady Aberdeen (Escocia) 1893-99, 1904–20, 1922–36
- May Wright Sewall (Estados Unidos) 1899-1904
- Pauline Chaponnière-Chaix (Suiza) 1920-22
- Baronesa Marthe Boël (Bélgica) 1936-47

En 1899, el ICW se reunió en Londres y en 1904 en Berlín.
En los inicios Estados Unidos financió muchos de los gastos de la organización y los miembros de Estados Unidos asumieron una parte significativa del presupuesto. Muchas de las reuniones se celebraron en Europa o América del Norte y se adoptó el uso de tres lenguas oficiales - inglesa, francesa y alemana - lo que desanimó la participación de mujeres de origen no europeo. El ICW no promovió activamente el sufragio de las mujeres para evitar molestar a los miembros más conservadores.  En 1904 en el congreso de Berlín del ICW se creó una nueva organización para asumir las reivindicaciones feministas de las asociaciones sufragistas nacionales: la Alianza Internacional de Mujeres.
En 1925, el ICW realizó su primera coalición, el Comité de Enlace Permanente de las Organizaciones Internacionales de Mujeres (Joint Standing Committee of the Women's International Organisations) para hacer lobby en la reunión de la Liga de Naciones. En 1931 La Liga de Naciones las invitó a participar en el Comité Consultivo de las Mujeres sobre Nacionalidades para dirigir la cuestión de los derechos de la mujer (y su nacionalidad) cuándo se casa con un hombre de otro país. En 1931 se crearon otras dos coaliciones: el Comité de Enlace y la Paz y Comité de Desarme. La constitución de la ICW fue revisada en 1936.
En el ámbito nacional en 1888 se fundó el Consejo Nacional de mujeres de Estados Unidos en la primera reunión de la ICW, el Consejo Nacional de las Mujeres de Canadá en 1893 y el Consejo Nacional de Mujeres francesas en 1901. El primer Consejo Nacional de las Mujeres de Australia se creó en 1931 para coordinar los grupos estatales que existieron con anterioridad a la federación de Australia.

## El ICW hoy
El ICW trabajó con la Liga de Naciones durante los años 1920s y en Naciones Unidas tras la Segunda Guerra Mundial. Hoy el ICW tiene Status Consultivo en el Consejo Económico y Social de la ONU, la acreditación más alta que una ONG puede conseguir en las Naciones Unidas. Actualmente, está compuesto de 70 países y tiene su sede en Lausanne, Suiza. Se celebran reuniones internacionales cada tres años.

## Archivos
La documentación sobre el ICW está en La Biblioteca de Mujeres de la Biblioteca de la Escuela de Londres de Economía, ref 5ICW (enlace roto disponible en Internet Archive; véase el historial, la primera versión y la última).
Otra documentación se encuentra en la Biblioteca de Naciones Unidas en Ginebra, la Biblioteca del Congreso en Washington, los archivos de UNESCO en París, el Centro de Información Internacional y Archivos para el Movimiento de Mujeres en Ámsterdam, el Centro de Archivo para la historia de las mujeres (CARHIF) en Bruselas, La Biblioteca Sophia Smith en la Universidad Smith, Massachusetts, la Margaret Cousins Memorial Biblioteca en Nueva Delhi y la Lady Aberdeen Colección en la Universidad de Waterloo (Ontario) Biblioteca Colecciones Especiales.